# 엑소더스 (2007년 영국 영화)
엑소더스(Exodus)는 영국에서 제작된 페니 울콕 감독의 2007년 드라마 영화이다.

## 출연
- 다니엘 퍼시벌
- 버나드 힐
- 거 라이언
- 클레어-홉 애쉬티
- 안소니 존슨
- 델로이 무어

## 제작진
- 라인 PD: 앤드류 리트빈
- 공동제작: 지미 엘리언
- 배역: 질 트리블릭